# Kamal Issah
Kamal Issah, né le 30 août 1992 à Kumasi, est un footballeur ghanéen. Milieu de terrain, il évolue au Gençlerbirliği.

## Biographie
Kamal Issah naît 30 août 1992 à Kumasi, dans la région Ashanti, au Ghana. Milieu de terrain, il évolue d'abord avec les Liberty Professionals, un club de la capitale ghanéenne Accra.
En septembre 2010, il rejoint la France, recruté par le Stade rennais, club avec lequel il signe un contrat professionnel de trois ans. Kamal Issah intègre toutefois le groupe espoirs du club rennais, et ne joue qu'en CFA2 avec la réserve. Entre 2010-2011 et 2011-2012, il dispute un total de trente-six matchs à ce niveau, et marque trois buts. Issah fait, dans le même temps, cinq apparitions avec le groupe professionnel, dont quatre en Ligue 1, mais doit se contenter de rester sur le banc,, son entraîneur, Frédéric Antonetti, décidant de ne pas le faire entrer en jeu.
Après deux saisons à attendre sa chance en Bretagne, Kamal Issah quitte le Stade rennais, et s'engage le 29 août 2012 avec le FC Nordsjælland, champion du Danemark en titre, où il souhaite lancer sa carrière, et où il retrouve son ami Enoch Adu. Il fait ses débuts en Superligaen 2012-2013 le 19 octobre 2012, à l'occasion d'une victoire de Nordsjælland face à Silkeborg IF, et profite de la participation de son club à la compétition pour réaliser ses débuts en Ligue des champions, le 5 décembre 2012, face au Chelsea FC à Stamford Bridge.

## Statistiques
Le tableau suivant présente les statistiques de Kamal Issah durant sa carrière professionnelle,
| Saison                | Club                  | Championnat           | Championnat | Championnat | Coupe nationale | Coupe nationale | Coupe de la Ligue | Coupe de la Ligue | Compétition(s) continentale(s) | Compétition(s) continentale(s) | Compétition(s) continentale(s) | Total | Total |
| Saison                | Club                  | Division              | M.          | B.          | M.              | B.              | M.                | B.                | Comp.                          | M.                             | B.                             | M.    | B.    |
| 2010 - 2011           | Stade rennais B       | 4                     | 20          | 2           | 0               | 0               | 0                 | 0                 | -                              | -                              | -                              | 20    | 2     |
| 2011 - 2012           | Stade rennais B       | 5                     | 18          | 1           | 0               | 0               | 0                 | 0                 | -                              | -                              | -                              | 18    | 1     |
| 2012 - 2013           | FC Nordsjælland       | 1                     | 3           | 0           | 2               | 0               | -                 | -                 | C1                             | 1                              | 0                              | 6     | 0     |
| 2013 - 2014           | FC Nordsjælland       | 1                     | 2           | 0           | 0               | 0               | -                 | -                 | -                              | -                              | -                              | 2     | 0     |
| Total sur la carrière | Total sur la carrière | Total sur la carrière | 41          | 3           | 2               | 0               | 0                 | 0                 | -                              | 1                              | 0                              | 44    | 3     |